# جوستين مايرز
جوستين مايرز (بالإنجليزية: Justin Myers)‏ (15 يناير 1985 في الولايات المتحدة - ) هو لاعب كرة قدم أمريكي في مركز حراسة المرمى. لعب مع نادي شيفاز يو إس أي وPuerto Rico Islanders ‏ وHòa Phát Hà Nội FC ‏ وBayamón Fútbol Club ‏ وSevilla FC Puerto Rico ‏ وSan Diego Flash ‏ وSan Diego Gauchos ‏.

## وصلات خارجية
- جوستين مايرز على موقع قاعدة بيانات كرة القدم.إي يو (الإنجليزية)